# 3 март
3 март е 62-рият ден в годината според григорианския календар (63-ти през високосна година) и е национален празник на България от 1880 г. Остават 303 дни до края на годината.

## Събития
- 1431 г. – Начало на понтификата на папа Евгений IV
- 1517 г. – Експедицията на испанските мореплаватели Франсиско Кордова и Антон Аламинос достига полуостров Юкатан.
- 1578 г. – На входа на двореца си в Анхиало е обесен по заповед на султан Мурад III архонтът на Константинопол – Михаил Кантакузин Шейтаноглу.
- 1585 г. – Във Венеция е открит Олимпийският театър, проектиран от Андреа Паладио.
- 1845 г. – Флорида става 27-ият щат на САЩ.
- 1855 г. – Александър II официално се възцарява като император на Руската империя.
- 1857 г. – Втора опиумна война: Франция и Великобритания обявяват война на Китай.
- 1861 г. – Александър II премахва с манифест крепостното право в Русия.
- 1875 г. – Състои се премиерата на операта Кармен в парижката Опера комик.
- 1878 г. – Руско-турска война (1877-1878): Русия и Османската империя подписват прелиминарния (предварителен) Санстефански мирен договор, с който се слага край на войната и де факто се създава Третата българска държава.
- 1886 г. – Сръбско-българската война: След приключване на войната е сключен Букурещки договор между България и Сърбия.
- 1891 г. – В правилата на футбола е въведена дузпата, а прилагането ѝ започва от следващия сезон.
- 1904 г. – При използване на цилиндъра на Томас Едисън е направен първият звукозапис на политическа реч – на кайзера на Германия Вилхелм II.
- 1912 г. – Във Варна е учреден Юношеският туристически съюз Галата.
- 1913 г. – Основан e футболен клуб Тича, известен днес като ПФК Черно море.
- 1918 г. – Първата световна война: Подписан е Брест-Литовският договор между от една страна Германия, Австро-Унгария, Османската империя и България, и от друга страна – болшевишкото правителство на Русия, даващ независимост на Полша, Финландия, Литва, Латвия и Естония.
- 1923 г. – Излиза първият брой на списание „Тайм“
- 1924 г. – Със закон на Националното събрание на Турция халифатът е отменен, а последният халиф Абдул Меджид II и всички преки членове на династията Осман са прогонени от Турция.
- 1924 г. – В България по решение на правителството са арестувани около 500 дейци на ВМРО.
- 1931 г. – Приет е съвременният Химн на Съединените американски щати.
- 1938 г. – В Саудитска Арабия са открити големи находища на нефт.

- 1941 г. – Втората световна война: Великобритания скъсва дипломатически отношения с България.
- 1941 г. – Холокост: Германските окупатори създават в Краков еврейско гето.
- 1945 г. – Втората световна война: Финландия обявява война на Хитлеристка Германия.
- 1946 г. – Самолетът при полет 6-103 на „Американ Еърлайнс“ се разбива в склон на планина в Калифорния и убива всички 27 души на борда.
- 1958 г. – Нури ал-Саид става министър-председател на Ирак за 14-и път.
- 1961 г. – Хасан II става крал на Мароко.
- 1974 г. – Самолетът при полет 981 на „Търкиш Еърлайнс“ на турските авиолинии катастрофира близо до гората Ерменонвил, Франция – загиват всички 346 души на борда.
- 1980 г. – Робърт Мугабе съставя първото правителство на Зимбабве (дотогава Родезия), след получената независимост от Великобритания.
- 1992 г. – Босна и Херцеговина обявява независимост от Югославия.
- 1997 г. – Открита е най-високата постройка в Нова Зеландия – кулата Скай Тауър (328 m), построена в Окланд за две години и половина.
- 2002 г. – Народът на Швейцария решава в референдум страната да стане член на ООН.
- 2005 г. – Американският пилот Стив Фосет приключва околосветския си полет със самолета GlobalFlyer без междинно зареждане с гориво, започнат на 28 февруари.

## Родени
- 1455 г. – Жуау II, крал на Португалия († 1495 г.)
- 1823 г. – Дюла Андраши, унгарски политик († 1890 г.)
- 1831 г. – Джордж Пулман, американски изобретател и индустриалец († 1897 г.)
- 1841 г. – Джон Мъри, британски океанограф с шотландски произход († 1914 г.)
- 1845 г. – Георг Кантор, германски математик († 1918 г.)
- 1847 г. – Александър Греъм Бел, шотландски изобретател († 1922 г.)
- 1859 г. – Бончо Боев, български икономист († 1934 г.)
- 1868 г. – Емил Шартие, френски философ († 1951 г.)
- 1872 г. – Борис Дрангов, български офицер и военен педагог († 1917 г.)
- 1873 г. – Уилям Грийн, американски синдикален лидер († 1952 г.)
- 1876 г. – Мария Георгиевна, гръцка принцеса († 1940 г.)
- 1877 г. – Йордан Захариев, български географ и етнолог († 1965 г.)
- 1880 г. – Лев Шчерба, руски езиковед († 1944 г.)
- 1895 г. – Рагнар Фриш, норвежки икономист, Нобелов лауреат през 1969 († 1973 г.)
- 1898 г. – Растко Петрович, сръбски поет и писател († 1949 г.)
- 1903 г. – Христо Несторов, български анархист († 1954 г.)
- 1905 г. – Стефан Пейчев, български актьор († 1979 г.)
- 1906 г. – Артур Лундквист, шведски писател († 1991 г.)
- 1906 г. – Димитър Станишев, български учен († 1995 г.)
- 1909 г. – Георги Веселинов, български детски писател († 1978 г.)
- 1911 г. – Джийн Харлоу, американска актриса († 1937 г.)
- 1913 г. – Роже Кайуа, френски писател († 1978 г.)
- 1915 г. – Страшо Пинджур, македонски партизанин († 1943 г.)
- 1926 г. – Джеймс Мерил, американски поет († 1995 г.)
- 1926 г. – Марио Рици, италиански католически архиепископ, апостолически нунций на Светия престол в България († 2012 г.)
- 1928 г. – Гудрун Паузеванг, немска писателка († 2020 г.)
- 1930 г. – Йон Илиеску, президент на Румъния († 2025 г.)
- 1930 г. – Любен Гоцев, български политик († 2020 г.)
- 1935 г. – Желю Желев, президент на България († 2015 г.)
- 1939 г. – Георги Солунски, български актьор
- 1942 г. – Владимир Ковальонок, съветски космонавт
- 1946 г. – Елизабет Йънг-Бруел, американски психотерапевт († 2011 г.)
- 1948 г. – Сноуи Уайт, британски китарист (Пинк Флойд)
- 1949 г. – Георги Божинов, български политик
- 1949 г. – Георги Новаков, български актьор
- 1950 г. – Георги Костадинов, български боксьор
- 1952 г. – Иван Тишански, български футболист
- 1953 г. – Йозеф Винклер, австрийски писател
- 1953 г. – Зико, бразилски футболист
- 1953 г. – Милко Божков, български художник
- 1954 г. – Теньо Минчев, български футболист
- 1956 г. – Збигнев Бонек, полски футболист
- 1958 г. – Миранда Ричардсън, английска актриса
- 1961 г. – Валери Кулинов, български футболист
- 1962 г. – Джаки Джойнър-Кърси, американска атлетка
- 1966 г. – Фернандо Колунга, мексикански актьор
- 1967 г. – Зоран Коняновски, македонски политик
- 1967 г. – Насер Орич, босненски командир
- 1970 г. – Антония Велкова-Гайдаржиева, български литературен историк
- 1970 г. – Веско Ешкенази, български цигулар
- 1972 г. – Кристиан Оливер, немски актьор
- 1977 г. – Костадин Язов, български политик
- 1977 г. – Владимир Ненов, български режисьор
- 1982 г. – Джесика Бийл, американска актриса
- 1985 г. – Момчил Николов, български шахматист
- 1987 г. – Елнур Хюсейнов, азербайджански певец

## Починали
- 1578 г. – Михаил Кантакузин Шейтаноглу, архонт на Константинопол
- 1605 г. – Климент VIII, римски папа (* 1536 г.)
- 1703 г. – Робърт Хук, английски учен (* 1635 г.)
- 1706 г. – Йохан Пахелбел, германски композитор (* 1653 г.)
- 1707 г. – Аурангзеб, император на Индия (* 1618 г.)
- 1792 г. – Робърт Адам, шотландски архитект (* 1728 г.)
- 1797 г. – Ив Жозеф дьо Кергелен дьо Тремарек, френски мореплавател (* 1734 г.)
- 1878 г. – Владимир Черкаски, руски княз (* 1824 г.)
- 1889 г. – Александър Деп, руски офицер (* 1835 г.)
- 1900 г. – Константин Кесяков, български генерал (* 1839 г.)
- 1903 г. – Петър Карапетров, български публицист (* 1845 г.)
- 1923 г. – Иван Петров, български военен деец (* 1863 г.)
- 1928 г. – Хуго Кох, холандски изобретател (* 1870 г.)
- 1932 г. – Ойген д'Албер, германски композитор (* 1864 г.)
- 1959 г. – Иван Кавалджиев, български народен музикант (* 1891 г.)
- 1959 г. – Лу Костело, американски актьор и комик (* 1906 г.)
- 1962 г. – Пиер Беноа, френски писател (* 1886 г.)
- 1969 г. – Фред Алесандър, американски тенисист (* 1880 г.)
- 1982 г. – Жорж Перек, френски писател (* 1936 г.)
- 1983 г. – Жорж Реми, по псевдоним Ерже, белгийски автор на комикси (* 1907 г.)
- 1987 г. – Дани Кей, американски актьор, певец и комик (* 1913 г.)
- 1996 г. – Лео Мале, френски писател (* 1909 г.)
- 1996 г. – Маргьорит Дюрас, френска писателка (* 1914 г.)
- 1997 г. – Христо Минковски, български футболист (* 1911 г.)
- 1999 г. – Герхард Херцберг, канадски химик, Нобелов лауреат през 1971 г. (* 1904 г.)
- 2005 г. – Михаил Кирков, български сценарист (* 1940 г.)
- 2005 г. – Ринус Михелс, холандски футболен треньор (* 1928 г.)
- 2006 г. – Генко Генков, български художник (* 1923 г.)
- 2008 г. – Антон Лебанов, български общественик (* 1912 г.)
- 2010 г. – Момо Капор, сръбски писател (* 1937 г.)
- 2013 г. – Пламен Горанов, български фотограф, алпинист и застъпник за граждански права (* 1976 г.)

## Празници
- Международен ден на писателите
- България – Ден на Освобождението на България от османска власт (от Османска империя, 1878 г., национален празник)
- Световен ден на дивата природа
- Грузия – Ден на майката
- Судан – Ден на националното обединение
- Япония – Ден на детето
- Световен ден на тениса